# Арнсхёфен
Арнсхёфен (нем. Arnshöfen) — община в Германии, в земле Рейнланд-Пфальц. 
Входит в состав района Вестервальд. Подчиняется управлению Вальмерод.  Население составляет 161 человек (на 31 декабря 2010 года). Занимает площадь 2,94 км².
Коммуна подразделяется на 4 сельских округа.